# Les Rebelles de la forêt 4
Pour les articles homonymes, voir Les Rebelles de la forêt.
Série
Les Rebelles de la forêt 3
(2010)
Pour plus de détails, voir Fiche technique et Distribution.
Les Rebelles de la forêt 4 (Open Season: Scared Silly) est un film d'animation américain en images de synthèse réalisé par David Feiss, sorti au cinéma dans certains pays en 2015 et directement en vidéo en 2016.
C'est le quatrième et dernier opus de la série après Les Rebelles de la forêt (2006), Les Rebelles de la forêt 2 (2009) et Les Rebelles de la forêt 3 (2010). Il s'agit cependant d'un standalone car il fait référence à des évènements du premier film mais ignore ceux des deuxième et troisième.

## Fiche technique
Sauf indication contraire, les informations mentionnées dans cette section peuvent être confirmées par la base de données cinématographiques IMDb,  présente dans la section « Liens externes ».
- Titre original : Open Season: Scared Silly
- Titre français : Les Rebelles de la forêt 4
- Réalisation : David Feiss
- Scénario : Carlos Kotkin
- Direction artistique : Pamela Prostarr
- Décors : Sean Eckols
- Montage : Maurissa Horwitz
- Musique : Rupert Gregson-Williams et Dominic Lewis
- Production : John Bush
  - Production déléguée : Michael Efferon
  - Production exécutive : Barbara Zelinski
- Société de production : Sony Pictures Animation
- Société de distribution : Sony Pictures Home Entertainment
- Budget : 5 500 000 $[1]
- Pays d'origine :  États-Unis
- Langue originale : anglais
- Format : couleur - 1,78:1 - son Dolby Digital
- Genre : animation
- Durée : 85 minutes
- Dates de sortie :
  - Turquie : 18 décembre 2015
  - États-Unis : 8 mars 2016 (directement en vidéo)
  - France : 23 mars 2016 (directement en vidéo)

## Distribution
| - Donny Luc : Boog - William Townsend : Elliot et M. Weenie - Melissa Sturm : Giselle - Brian Drummond : Ian et Reilly - Lee Tockar (en) : Buddy et McSquizzy - Peter Kelamis (en) : Serge - Trevor Devall : Shaw et Werewolf - Lorne Cardinal : Gordy - Garry Chalk : Ed - Kathleen Barr : Bobbie et Edna - Shannon Chan-Kent : Rosie et Marcia - Michelle Murdocca : Maria | - Emmanuel Garijo : Elliot - Paul Borne : Boog - Cécile Nodie : Giselle - Patricia Legrand : Rosie - Jérémy Prévost : Serge - Delphine Braillon : Edna - Nicole Favart : Bobbie - Ingrid Donnadieu : Marcia - Michel Vigné : Shaw - Bernard Métraux : M. Saucisse - Jean-François Kopf : Mc Squizzy - Stéphane Bazin : Shérif Gordy - Vincent Ropion : Ed - Anne Mathot : Maria - Bernard Bollet : Ian - Patrick Delage : Loup-Garou Source et légende : version française (VF) sur RS Doublage |

## Nominations
En 2017, Les Rebelles de la forêt 4 est nommé dans deux catégories des Annie Awards : meilleure réalisation pour une production animée et meilleur doublage pour une production animée pour William Townsend dans le rôle de M. Weenie.